# Рыбновский район (Сахалинская область)
Рыбновский район — административно-территориальная единица в составе Сахалинского округа и Сахалинской области, существовавшая в 1926—1963 годах.
Рыбновский район в составе Сахалинского округа Дальневосточного края был образован в 1926 году. Центром района было село Верещагино. В 1931 году район делился на 15 сельсоветов, куда входили 27 населённых пунктов с 6900 жителями.
В 1930-е годы центр района был перенесён в село Рыбновск. К 1945 году сельсоветов стало 8: Калиновский, Кирпичинский, Луполовский, Ныйденский, Погибинский, Теньгинский, Успеновский, Юковский.
По переписи 1959 года в районе проживало 3456 чел.
В 1963 году Рыбновский район был упразднён. В 1963—1965 существовал Рыбновский промышленный район. В настоящее время территория бывшего Рыбновского района входит в Охинский район.